# Куршат, Фридрих
Фридрих Куршат (нем. Friedrich Kurschat, лит. Fridrichas Kuršaitis; 24 апреля 1806 — 23 августа 1885) — немецкий лингвист, культурный деятель и пастор литовского происхождения. Профессор Кёнигсбергского университета.
Изучал богословие в Кёнигсбергском университете. Его главные труды: «Beiträge zur Kunde der litauischen Sprache» (Кенигсберг, 1843—1849; во второй их части: «Laut und Tonlehre der litauischen Sprache», он даёт превосходное изображение трудного учения о литовском ударении); грамматика литовского языка (Галле, 1876); словарь немецко-литовский и литовско-немецкий (Галле, 1870, 1883). Изданные в 1825 году Людвикасом Резой литовские народные песни Куршат переиздал в исправленном виде, под заглавием «Dainos oder litauische Volkslieder» (Берлин, 1843). Литовский Новый Завет, отредактированный им, вышел в Галле в 1865 году (в «Bibelanstalt» Канштейна).
В 1879 году Фридрих Куршат стал одним из основателей Литовского литературного общества.